# Вальгалла (Каллісто)
Вальгалла — велика кільцева структура на поверхні Каллісто, супутника Юпітера. Назва структура походить від Вальгалли, що за германо-скандинавською міфологією є житлом бога Одіна в Асґарді, де за його вибором спочивають звитяжні воїни після своєї смерті.
Вальгалла складається з метеоритного кратеру діаметром 360 км і хребтів у вигляді концентричних кілець, що досягають діаметру до 1500 км від центра утворення, внаслідок чого Вальгалла є найбільшою подібною структурою Каллісто.
Формування системи концентричних кілець Вальгалли може бути наслідком наявності рідкого або напіврідкого шару під крихкою літосферою Каллісто.

## Загальний опис
Басейн Вальгалли, діаметром близько 3800 км, є найбільшою кільцевою структурою на Каллісто й у всій Сонячній системі. Її було виявлено на фотографії, надісланій на Землю зондом Вояджер 1979-80 роках, який пролітав тоді над «фронтальною» півкулею Каллісто (тією, що завжди обернена до Юпітера). З геологічного погляду, структура складається з трьох зон: центральної, внутрішньої й зовнішньої зон розломів і рельєфів.

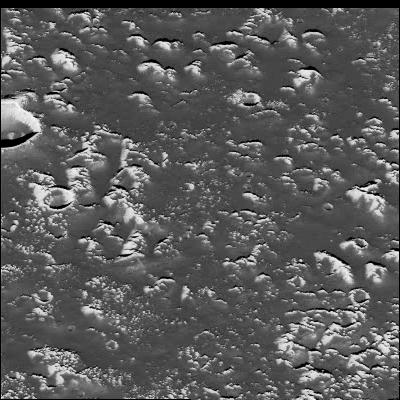
Центральна частина басейну Вальгалли на Каллісто. Видно брижі, блискучі місцевості, які в оточенні рівнини виглядають темніше.

Центральна зона, близько 360 км діаметром, є прикладом палімпсесту: округла пляма з високим альбедо, місце, де стався удар. Поверхня є відносно гладенькою, і має рябий вигляд. Багато кратерів там є темними плямами. На зображеннях високої роздільної здатності, зібраних зондом «Галілео», центральна частина Вальгалли має численні яскраві оборки, оточені гладенькими й темними рівнинами.
Внутрішня зона розломів оточує палімпсест центральної. Гори, які оточують цей палімпсест, мають круті схили назовні. Після їх детальнішого дослідження, було виявлено, що ці укоси перериваються невеликими блискучими прожилками, оточеними темною й гладенькою речовиною. Це свідчить про дуже деградовані структури. Розломи, що розташовані на великій відстані від центру, звивисті і, здається, є ґрабенами (шириною до 20 км). Внутрішня зона розломів простягається на 950 км від центру басейну.
Зовнішня зона розломів — територія від 1500 до 1900 км від центру Вальгалли, хоча її зовнішня межа чітко не визначена. Складається з широких звивистих утворень із подвійною стінкою (скидів), які, як і внутрішні розломи, здається, є ґрабенами, але ширші (до 30 км). Вони також сильно зруйновані. На зображеннях зонда «Галілео» не було виявлено вулканічних потоків чи інших ознак ендогенної активності, які могли б призвести до утворення ґрабенів, як це припускалося після аналізу даних Вояджера. Усі утворення басейну Вальгалли виникали внаслідок зіткнень або мають тектонічне походження.

## Кратери
Кілька великих кратерів і кратерних ланцюжків накладаються один на одного у Вальгаллі. На північній околиці є ланцюг Gomul Catena і кратери Егдір (~60 км) і Мімір (~47 км). Довгий ланцюг кратерів, що, імовірно, утворилися від падіння шматків комети, яку ще раніше розвалили припливні сили Юпітера (як це сталося з кометою Шумейкерів-Леві 9). У південній частині басейну Вальгалли розташовані ще два великих кратери: Sarakka і Nár; на східній межі між внутрішньою і зовнішньою зонами розломів розташований кратер Череп (~90 км) і ланцюг Svol Catena. На заході спостерігається друга багатокільцева структура Асґарду. Рівнини центральної частини Вальгалли мають значно меншу кількість кратерів. Це свідчить про відносну молодість цієї частини, порівняно з іншими ділянками поверхні Каллісто.

## Походження

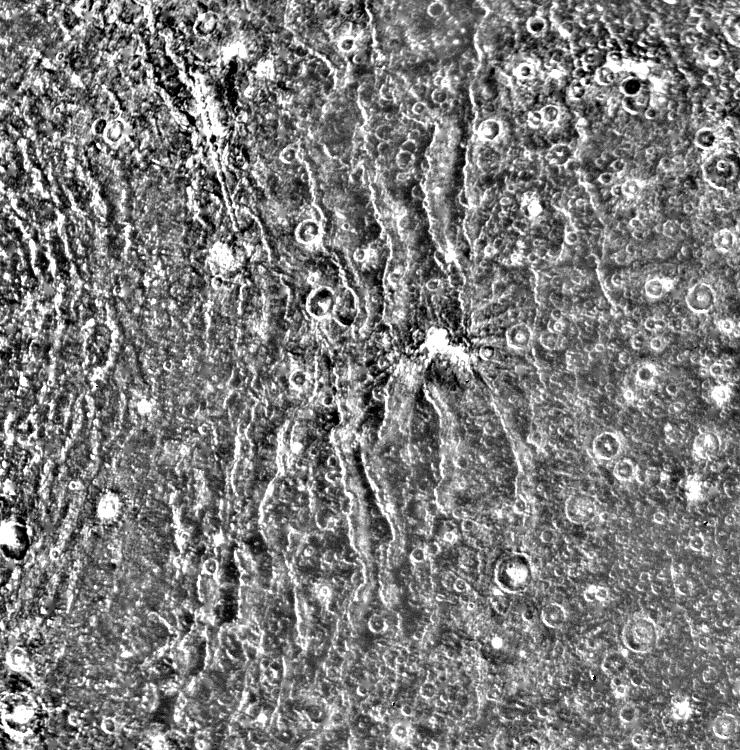
Западини (розломи), які оточують Вальгаллу

Багатокільцева структура Вальгалли (як й інші аналогічні структури Каллісто), імовірно, утворилася внаслідок зіткнення, яке пронизало тверду літосферу супутника і досягло підстильного шару, що складається з м'якшої речовини, теплого льоду чи навіть рідини, існування якого передбачалося на підставі даних про магнітне поле, зібраних під час місії «Галілео». Рух речовини, яка заповнювала створену зіткненням порожнину, спричинив утворення розломів у літосфері. Точний вік структури Вальгалли не відомий; однак, це наймолодша з чотирьох аналогічних структур на Каллісто. Оцінки її віку різняться від 2 до 4 мільярдів років.
Знімки, зроблені космічним апаратом Галілео, які не показують жодних ознак пошкодження поверхні на діаметрально протилежному боці супутника. Зазвичай, у результаті зіткнення об'єкта, що призвело до утворення кратерів такого масштабу, це може пошкодити протилежну точку внаслідок фокусування сейсмічних хвиль. Яскравим прикладом цього явища є густа мережа тріщин на поверхні Меркурія у точці, діаметрально протилежній кратеру, що утворює рівнину Спеки. Відсутність таких розломів на Каллісто підтверджує існування океану під поверхнею, принаймні, на час утворення структури Вальгалли, який поглинув більшу частину сейсмічної енергії.